# Сандомирський Герман Борисович
Сандомирський Гершен Беркович (*9 березня 1882 — †13 серпня 1938) — радянський політичний діяч, журналіст, письменник. Народився в Одесі. Партійні та літературні псевдо: В'ячеслав, Герман, Герман Маленький, Анатолій Колосов, Герман Старубінський.
В 1898 році закінчив Одеське комерційне училище Імператора Миколи I. Від 1901 року — слухач юридичного факультету Женевського університету. Під час навчання долучився до анархістської групи «Вольная воля». У 1904 році продовжив навчання у Варшаві спочатку в університеті, а потім — у ветеринарному інституті. Восени 1904 року перевівся до Томського університету, а від 1905 р. продовжив навчання на юридичному факультеті Київського університету. З 1906 року — один з ватажків анархістської групи, що утворилася навколо редакції газети «Бунтар», пізніше примкнув до групи «Буревісник». Учасник революції 1905 року, опісля емігрував до Франції. В 1907 році повернувся до Росії. Від 1909 до 1916 роки — на каторзі. 
З 20-х років на дипломатичній роботі — завідувач відділком балканських країн Народного комісаріату з іноземних справ. Брав участь у заснуванні музею Кропоткіна. З кінця 20-х років займався літературно-видавничою справою, був членом редакційної колегії журналу «Огонёк». Співробітничав з журналами «Новый мир», «Звезда». 
Переклав німецькою (1924), російською (1929) та українською (1930) мовами книгу нарисів  французького журналіста та анархіста Даніеля Берсо (Daniel Bersot) «Раби Конґо» («Vie au Congo: Sous la Chicote») про злочини колонізаторів в Бельгійському Конґо.

## Твори, праці
- В неволе : Очерки и воспоминания // Типогр. Н.А. Сазонової, — 1919 (рос.)
- Фашизм // Москва, Петроград: Держвидав, — 1923 (рос.)
- Французская социалистическая партия // Москва, Петроград: Держвидав, — 1928, — 165 с. (рос.)
- Мои встречи. Том 471 з серії «Библиотека Огонек» // Москва: «Огонёк», — 1929, — 48 с. (рос.)
- На Ремесленной. Том 402 з серії «Библиотека Огонек» // Москва: «Огонек», — 1929, — 50 с. (рос.) (рос.)
- Теория и практика европейского фашизма // Москва, Петроград: Держвидав, — 1929 (рос.)
- Улица неудачников: повести, рассказы, портреты // Видавництво письменників, — 1931, — 247 с. (рос.)
- Книга смерти // Москва: «Новый мир», №11, — 1927 (рос.)
- В когтях белого орла // Москва: «Новый мир», №3, — 1928 (рос.)